# Porte de Villiers
La porte de Villiers est une porte de Paris, en France, située dans le 17e arrondissement. Elle a donné son nom à l'avenue de la Porte-de-Villiers.

## Situation et accès
La porte de Villiers est située à 200 m au nord de la porte des Ternes et à 150 m au sud de la porte de Champerret. Elle se trouve au croisement du boulevard Gouvion-Saint-Cyr et de la rue Guersant. Dans son prolongement est située la rue de Villiers, limite communale des villes de Levallois-Perret et Neuilly-sur-Seine.
La porte de Villiers ne constitue un accès aux voies du périphérique extérieur, celui passant dans un tunnel sous le Stade Paul-Faber et l'avenue de la Porte-de-Villiers.
Elle est desservie par la ligne de bus RATP 43 et la ligne de tramway T3b qui est prolongée de la porte d'Asnières à la porte Dauphine depuis le 5 avril 2024,.

## Historique
La porte permettait de relier Paris à l'ancien village de Villiers-la-Garenne.

## Sites particuliers
Le stade Paul-Faber et le square Jacques-Audiberti sont situés à proximité.